# Mauri Bus System

Mauri Bus System est une entreprise de carrosserie industrielle italienne fondée en 1921 à Desio, petite ville au nord de Milan en Italie par Carlo Mauri.

## Histoire
Au lendemain de la Première Guerre mondiale, alors que la reconstruction du pays prenait corps, Carlo Mauri crée une petite entreprise artisanale de réparation de carrosseries automobiles mais surtout veut créer des carrosseries "fuori serie" très prisées en Italie à cette époque. Il débute également une activité de construction de triporteurs.
En 1939, Carlo Mauri s'oriente vers les carrosseries industrielles et devient un fournisseur agréé de la société des transports en commun de Milan, qui deviendra plus tard l'Azienda Trasporti Milanesi. Durant les années de la Seconde Guerre mondiale, la société fut quasiment mise en sommeil du fait de l'absence d'activité.
Au lendemain de cette période, l'entreprise reprend ses activités industrielles et ses rapports avec l'ATM Milan. Il décède en 1949 et c'est son fils, Ambrogio qui lui succède à l'âge de dix huit ans.
Très vite, il organise l'entreprise par activité en séparant les réparations de la construction de carrosseries. Il est un des premiers à utiliser l'aluminium pour habiller la partie extérieure de ses carrosseries. À partir de 1966, l'entreprise prend un nouvel essor avec son implication directe comme constructeur d'autobus. Utilisant le châssis motorisé du Fiat 416, Mauri réalisera le premier autobus avec une carrosserie en aluminium, baptisé Mauri 6.3. Au début des années 1970, Mauri restaurera plusieurs trams Ansaldo d'avant guerre et autobus articulés Lancia 703 de 1957 pour le compte d'ATM Milan. Mauri utilisera aussi les châssis motorisés des autres grands constructeurs italiens Alfa Romeo et Lancia V.I. pour réaliser des autobus urbains sur mesure.
À partir de 1973, Mauri réalise un trolleybus pour le réseau de Rimini. Aucun constructeur italien ne disposant à son catalogue d'un tel véhicule à cette époque où la demande était exclusivement tournée vers les autobus diesel ou GNV, (cette variante étant à peine lancée en Italie pour les autobus), Mauri utilise une base Volvo pour construire les modèles Mauri B59 Ansaldo équipés d'un moteur de secours VM Motori.
C'est alors le début de la reconnaissance de la technologie développée par Mauri qui permet d'accumuler les commandes et les nouveautés :
- 1979 - BiBus, trolleybus à trois essieux bimodal à traction hydraulique,
- 1982 - 18P24, premier autobus articulé italien à 3 essieux de 18 mètres avec le 3e essieu moteur (pusher), le contrôle électro-pneumatique de la plateforme de jonction, construit à partir d'un autobus Iveco de 10,5 mètres,
- 1988 - première coopération technique avec Neoplan,
- 1991 - Mauri met au point un nouveau système d'installation électrique digitale de type CAN-Bus, aujourd'hui connu sous le nom de "Multiplex",
- 1992 - premier autobus avec un plancher surbaissé entièrement plat à 350mm du sol, carrosserie en alliage léger, comme sur toutes les productions de la marque, système digital CAN-Bus,
- 1993 - Pour faire face à la grave crise du secteur en Italie due à l'arrêt des commandes, Mauri suspend la production dans ses ateliers et sous-traite la fabrication de ses modèles à Neoplan en Allemagne. Le nombre de salariés tombe de 55 à 25, seuls les effectifs du bureau d'études sont conservés.
- 1994 - Lancement d'une nouvelle gamme d'autobus urbain à plancher surbaissé plat de 12 mètres avec 3 portes comme l'exige le code italien, le Mauri 12PT23U. La gamme s'enrichira plus tard de versions articulées de 18 mètres toujours avec plancher plat surbaissé.
- 1996 - Les fils Carlo et Umberto prennent la succession de leur père Ambrogio,
- 1998 - Mauri se diversifie et lance son premier autocar de tourisme de 12 mètres. La société fait construire sa gamme d'autobus urbain en République Tchèque. Mauri devient la base commerciale du constructeur espagnol "Carrocerias Ayats" en Italie.
- 1999 - Mauri présente au salon Bus & Business de Vérone en novembre 1999, une nouvelle gamme d'autobus très novatrice. La gamme Mauri Kronos dispose d'une structure autoporteuse en acier inoxydable et comme toujours une carrosserie en alliage léger. Cette gamme restera en fabrication jusqu'en 2004.
- 2001 - Mauri est retenu par la Poste Suisse pour la conception et la réalisation d'un autobus spécial sur mesure, d'une largeur de 2,30 mètres et d'une hauteur adaptée pour le passage sous les ponts du portique de Carona. C'est le Mauri Carro Alpino.
- 2005 - la société ayant abandonné la partie fabrication, se développe dans le domaine de la conception de nouveaux véhicules comme prestataire pour des constructeurs extérieurs. Elle dépose le brevet des autocars "Open Top" très à la mode dans les villes de tourisme comme Paris, Rome et bien d'autres. Elle devient quasiment le bureau de conception du constructeur slovène TVM de Maribor pour sa nouvelle gamme "Marbus Viveo".
- 2010 - Le constructeur VTM disparaît et Mauri se tourne vers le turc Otokar dont elle devient le bureau d'études et distribue ses produits en Italie.